# Saraqusta Film Festival de 2021
El Saraqusta Film Festival de 2021 se celebró en Zaragoza entre el 26 de septiembre y el 2 de octubre de 2021. Fue organizado por el Ayuntamiento de Zaragoza con la colaboración de la empresa Cosmos Fan, siendo sus sedes principales el Museo del Teatro de Caesaraugusta, los Cines Palafox y el Cine Cervantes. Contó con la colaboración institucional de la Diputación Provincial de Zaragoza y el Gobierno de Aragón, y con el patrocinio de los medios de comunicación Zaragoza Nsencia, RTVE, Aragón TV, Aragón Radio y Heraldo de Aragón. Se trataba de la I edición del Saraqusta Film Festival, también conocido como I Festival Internacional de Zaragoza de Cine y Series de Historia.
El Saraqusta Film Festival fue concebido como un festival de cine y televisión especializado en películas y series de televisión, tanto de ficción como documentales, de temática histórica. Tras una estricta selección, fueron elegidos cinco largometrajes de ficción y cinco documentales para participar en la sección oficial. Además, se celebró una sección no competitiva dedicada a las series de televisión y fueron organizadas diversas mesas redondas sobre temáticas relacionadas con la del festival. El estreno del nuevo festival se vio perjudicado por la pandemia de COVID-19, que obligó a adoptar medidas preventivas drásticas para evitar el contagio. No obstante, los organizadores consideraron que el evento había tenido un desarrollo positivo y prepararon una segunda edición para 2022.
La película franco-belga Delicioso fue la gran triunfadora, pues consiguió el Dragón de Oro a mejor largometraje de ficción y el Dragón de Plata al mejor guion. Otro filme francés, La gripe española, ganó el Dragón de Oro al mejor documental.

## Puesta en marcha
El 26 de mayo de 2021 el Ayuntamiento de Zaragoza anunció la celebración de la primera edición del Saraqusta Fil Festival, que tendría lugar entre el 26 de septiembre y el 2 de octubre del mismo año. Contaba con un presupuesto de unos 150.000 euros, y colaboraban en el evento la Diputación Provincial de Zaragoza y el Gobierno de Aragón.
El 14 de junio se anunció la apertura del período de inscripciones de obras para el Festival en las plataformas Festhome y Filmfreeway. El plazo se mantuvo abierto hasta el 1 de agosto. Posteriormente, la organización del Festival seleccionaría las obras que se exhibirían en las distintas secciones. Teresa Azcona y el propio director del Festival, José Ángel Delgado, se ocuparon de los largometrajes de ficción, mientras que Vicky Calavia y José Manuel Herraiz seleccionaron los documentales a concurso. De la selección de series de televisión se ocuparon Pablo Aragüés e Isabel Soria.
Un par de meses antes de la inauguración del Festival este fue anunciado mediante la colocación de banderolas en las principales calles de Zaragoza, así como la creación de un portal de Internet y la situación en redes sociales. El 6 de agosto se presentó el cartel anunciador del Festival, obra de la ilustradora Marta Martínez. En él se ve a diferentes personajes históricos aragoneses —el rey Alfonso I, Agustina de Aragón, el emperador Augusto, la reina Petronila y otros— equipados con gafas 3D como si fueran a presenciar una película en tres dimensiones.

## Inauguración
El Festival se inauguró con un acto teatralizado en la Plaza del Pilar. A continuación se celebró una gala en el Cine Cervantes que contó con la presencia de la modelo Alejandra Andreu durante la que se proyectó el documental Buñuel, un cineasta surrealista, dirigido por Javier Espada. La película había pasado ya por los festivales e Cannes y San Sebastián y contaba con material inédito sobre Luis Buñuel para reflejar la constante influencia del surrealismo en su obra cinematográfica.

## Sección oficial

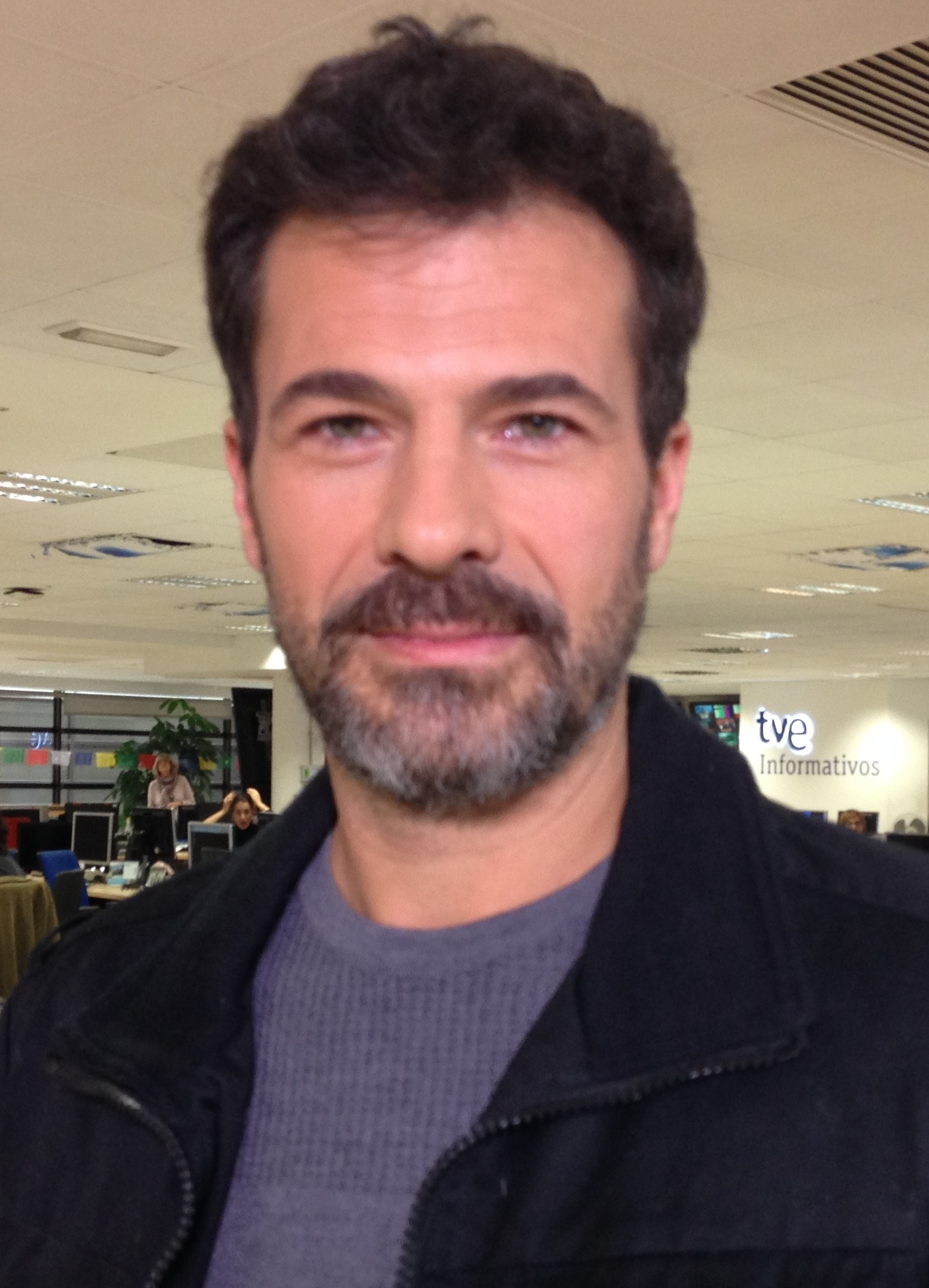
Rodolfo Sancho recibió un homenaje por su participación en Isabel y El Ministerio del Tiempo.

Tras realizar una selección entre las películas candidatas, fueron elegidos diez filmes: cinco largometrajes de ficción y cinco documentales. Tras realizar una selección, 

### Largometrajes de ficción
Las proyecciones se realizaron en el Cine Cervantes de Zaragoza en horario de 20:30 horas entre el lunes y el viernes.
- Tierra lejana (Uzak Ülke, 2020)  Turquía, ambientada en la Turquía de 1925 que sufre las consecuencias de su Guerra de Independencia.
- El nombre de la gente (Ime naroda, 2020)  Serbia, reflejando la lucha del nacionalista serbio Svetozar Miletić contra el Imperio austrohúngaro.
- La mancha negra (2020)  España narra la vuelta de un hombre a la población del sur de España que tuvo que abandonar quince años antes.
- Delicioso (Délicieux, 2021).  Francia —  Bélgica
- Bastardos sin gloria (Bezslavni kripaky, 2020)  Ucrania, filme de aventuras ambientado en el siglo XIX en el que Ayako busca venganza de un traficante de esclavos.

### Documentales
Las proyecciones se realizaron en los Cines Palafox en horario de 16:30 horas de lunes a viernes.
- Pierres Vedel y la magia del agua  España, sobre el ingeniero y arquitecto francés del siglo XVI que desarrolló su obra en España.
- Marzo. Crónicas de una vida (Marzo. Cronache di una vita)  Italia, sobre el militante comunista Giovanni Battista «Marzo» Canepa y su lucha antifascista en Italia y España.
- La gripe española (La Grippe espagnole, la grande tueuse, 2021)  Francia, sobre la pandemia de gripe de 1918.
- Los condenados de la comuna de París (Les damnés de la Commune, 2021)  Francia, documental de animación acerca de la Comuna de París.
- Estos muros (2021)  España, relativo a la redención de penas por el trabajo durante la dictadura de Franco.

## Muestra de series
Las proyecciones se realizaron en los Cines Palafox a las 18:30 horas de lunes a viernes.
- Inés del alma mía (Capítulo 1). Chile - España
- Rubirosa. República Dominicana
- Heroínas con maña. España
- Isabel (Episodio «Boda real»). España
- El Ministerio del Tiempo (Episodio «Tiempo de hechizos»). España

## Actividades paralelas

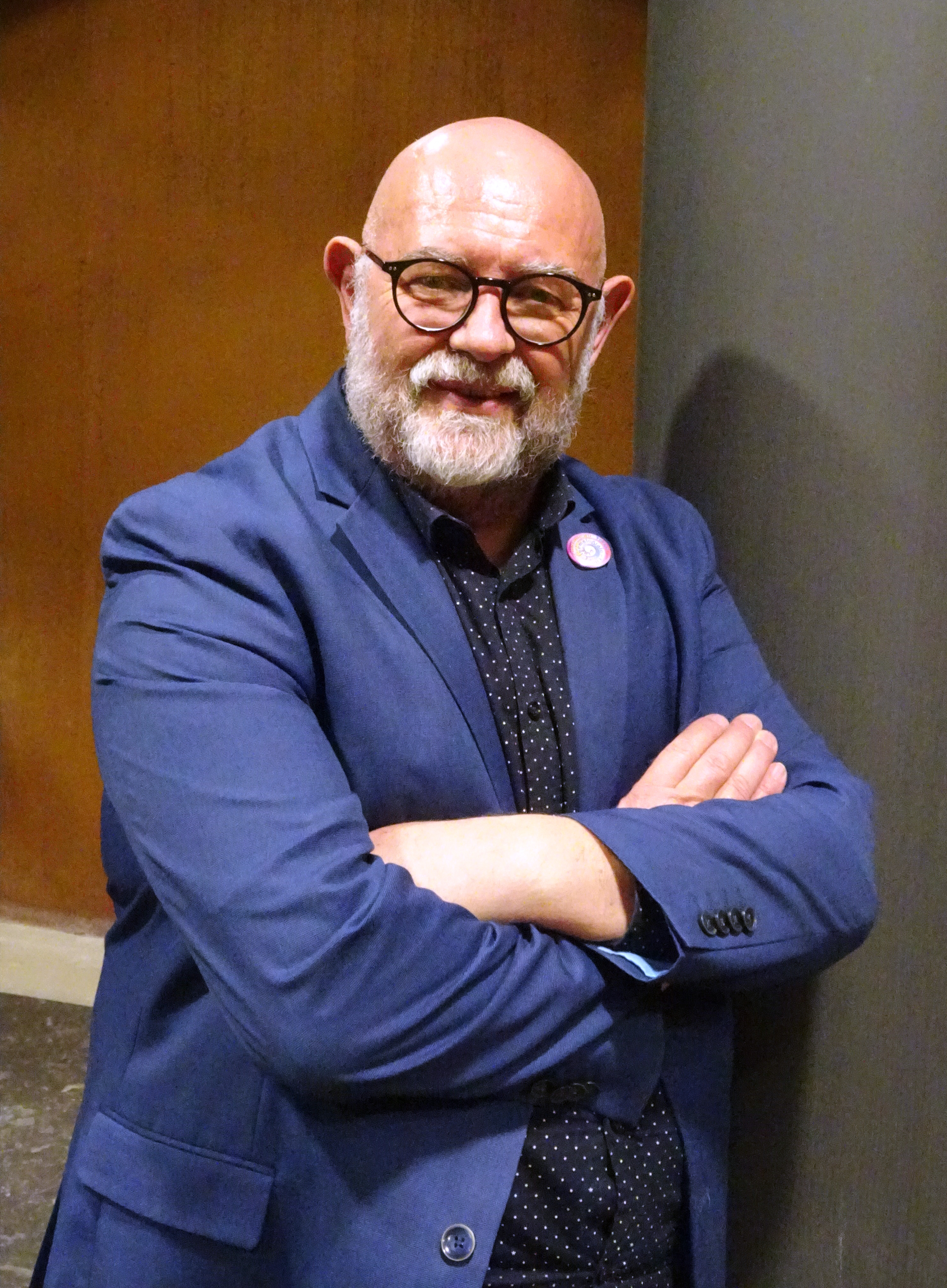
El escritor Antón Castro moderó la mesa redonda relativa a localizaciones.

En horario matinal se celebraron diariamente varias mesas redondas y un taller relacionados con la temática del festival.
- Mesa redonda: «El desafío de rodar en la provincia y la ciudad de Zaragoza», moderada por Javier Millán.
- Mesa redonda: «Localizaciones con mucha historia», moderada por Antón Castro.
- Taller: «Trofeo dragón: un trofeo histórico», impartido por Raquel Adrada y Santiago Osácar.
- Mesa redonda: «De las páginas del libro a la historia en pantalla», moderada por Pepe Tribez.
- Mesa redonda: «Los clusters audiovisuales: el nacimiento del aragonés», moderada por Gaizka Urresti.

## Jurados
El jurado que decidió los premios «Dragón» a otorgar en la sección oficial fue interdisciplinar y estaba compuesto por cinco personas:
- Presidente: Claude Coret, técnico de comercio exterior especializada en el sector de las artes escénicas.
- Orencio Boix, realizador audiovisual y gestor cultural,
- Ramón Betrán, arquitecto,
- Ana Puyol, historiadora del arte,
- Irene Alquézar, actriz.

Por otro lado, se formó un Jurado de la Juventud formado por cuarenta voluntarios con edades comprendidas entre los dieciséis y los treinta años. Estos debían asistir al menos a cinco de las proyecciones a concurso y votar en cada sesión. Con el resultado, se decidió el Premio del Jurado Joven.

## Proyección de clausura
El 2 de octubre se celebró la gala de clausura, conducida por el cineasta Gerald Fillmore, a lo largo de la cual se entregaron los distintos premios. Durante la misma, se proyectó fuera de concurso la película canadiense Esperando a Waldemar (Waiting for Waldemar, Eric B. Spoeth, 2017), un mediometraje a caballo entre el documental y la ficción.

## Palmarés
Se concedieron dos premios honoríficos: uno al actor Rodolfo Sancho, protagonista de las series Isabel y El Ministerio del Tiempo y otro al guionista Javier Olivares, creador de esas dos mismas series y de Víctor Ros.
En cuanto a la sección oficial, la gran triunfadora fue la película francesa Delicioso, que ganó los premios a mejor largometraje de ficción y mejor guion. La gripe española obtuvo el premio al mejor documental; el filme turco Tierra lejana ganó los premios a mejor dirección y actor y la película española La mancha negra se llevó el premio a la mejor actriz para Natalia Roig. El Jurado Joven, por su parte, prefirió la película ucraniana Bastardos sin gloria.
| Categoría                                      | Premiado                         | Labor premiada                        |
| ---------------------------------------------- | -------------------------------- | ------------------------------------- |
| Premio Saraqusta                               | Rodolfo Sancho                   | Trayectoria como actor                |
| Premio Saraqusta                               | Javier Olivares                  | Trayectoria como guionista y creativo |
| Dragón de Oro al mejor largometraje de ficción | Delicioso                        | Delicioso                             |
| Dragón de Oro al mejor documental              | La gripe española                | La gripe española                     |
| Dragón de Plata a la mejor dirección           | Erkan Yazici                     | Tierra lejana                         |
| Dragón de Plata al mejor guion                 | Eric Besnard y Nicolas Boukhrief | Delicioso                             |
| Dragón de Plata a la mejor actriz              | Natalia Roig                     | La mancha negra                       |
| Dragón de Plata al mejor actor                 | Haydar Sisman                    | Tierra lejana                         |
| Premio del Jurado Joven                        | Bastardos sin gloria             | Bastardos sin gloria                  |

## Valoraciones
Tanto el director del Festival, José Ángel Delgado, como el Ayuntamiento de Zaragoza valoraron muy positivamente la primera edición. A pesar de la pandemia de COVID-19, un millar de espectadores asistieron a las proyecciones. El cineasta Gerald Fillmore, que fue el maestro de ceremonias de la gala de clausura, manifestó su orgullo por el éxito del Festival. El ganador del Premio Saraqusta, Javier Olivares, manifestó que la creación de un festival especializado en temas históricos le parecía una gran idea, y que esperaba que tuviera continuidad.
La prensa local valoró positivamente el resultado del certamen a pesar de las adversas circunstancias en que se había desarrollado. Vaticinó que habría una segunda edición, pero con un probable cambio de fechas para celebrarla durante la primavera. También se deseaba que el desarrollo del SFF no afectara al más antiguo y consolidado Festival de Cine de Zaragoza.